# Clos (viticoltura)

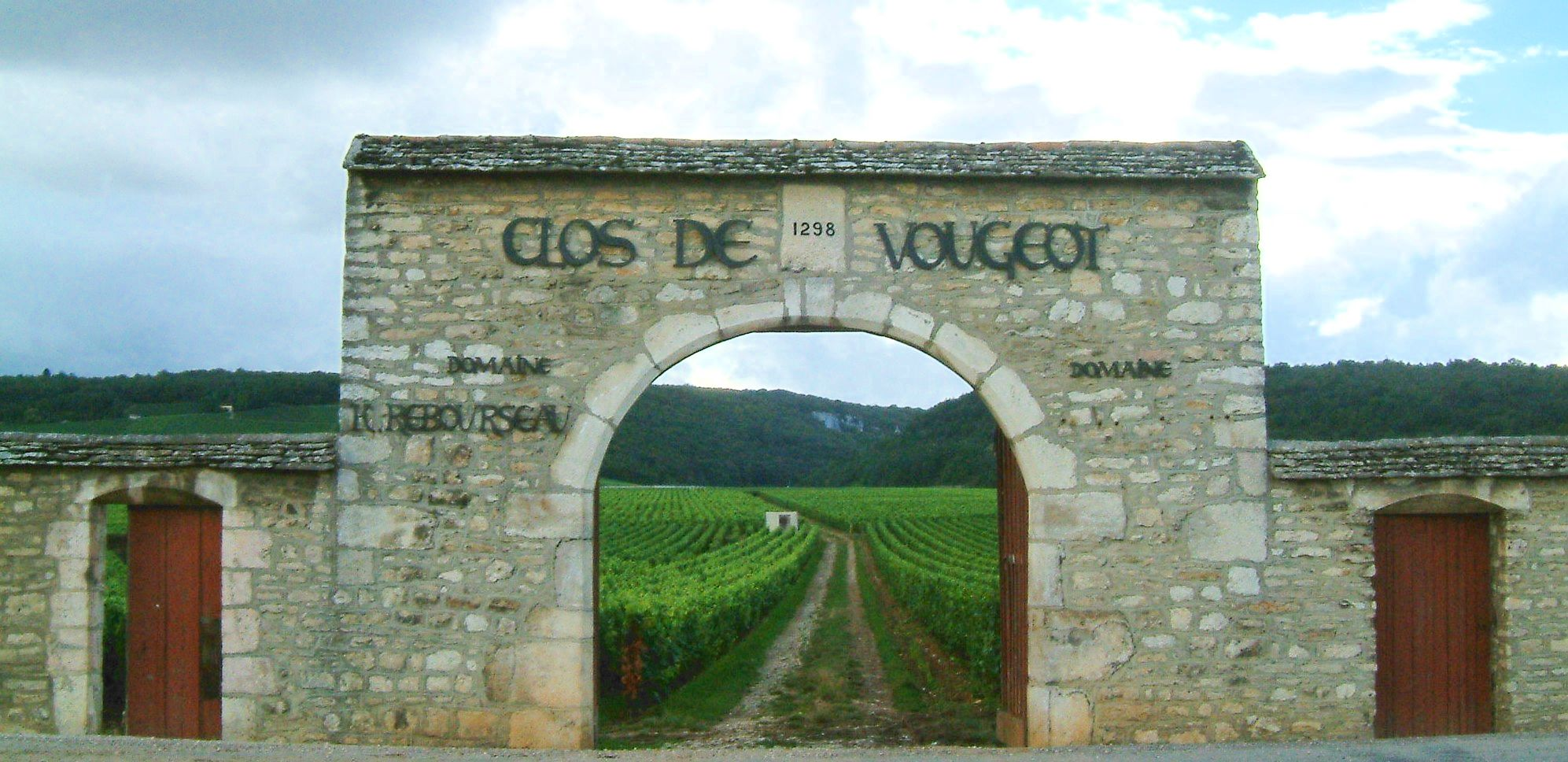
Clos de vougeot

Clos, è una parola francese usata per denominare i vigneti circondati da mura.
Le vigne murate proteggono l'uva dai furti e possono migliorare il mesoclima. Questa configurazione era spesso adottata per i vigneti dei monasteri cistercensi. La parola è spesso usata nel nome di vini famosi anche quando il muro non esiste più.

## Clos per nazione

### Francia
- Bordeaux: Château Léoville-Las Cases, Clos Haut-Peyraguey, Clos Fourtet, Clos des Jacobins, Clos de l'Oratoire, Clos de Plince, Clos Saint-Martin
- Borgogna: Clos Napoléon (Fixin), Chambertin-Clos de Bèze, Clos de Tart, Clos des Lambrays, Clos de la Roche, Clos Saint-Denis, La Romanée together with La Romanée-Conti, Clos de Vougeot, Clos des Réas (Vougeot), Corton-Clos du Roi, Clos des Ursules, Clos des Mouches (Beaune), Clos des Épeneaux (Pommard), Clos du Val (Auxey-Duresses), Clos des Chênes (Volnay), Montrachet
- Champagne: Clos Saint Jacques (see Bollinger) Clos des Goisses (Mareuil-sur-Aÿ), Clos du Mesnil (Le Mesnil-sur-Oger; see Champagne Krug), Clos Saint Hilaire (Mareuil-sur-Aÿ; see Billecart-Salmon)
- Alsazia: Clos Sainte-Hune in Grand Cru Rosacker (Hunawihr), Clos Sainte-Odile (Obernai), Clos Saint-Urbain (Turkheim)
- Loira: Clos de la Coulée-de-Serrant, Clos du Papillon (Savennières), Le Grand Clos (Bourgueil)
- Rodano: Clos des Papes, Clos du Mont-Olivet, Clos de l'Oratoire des Papes (Châteauneuf-du-Pape)
- Francia Sud-occidentale: Clos La Coutale, Clos de Gamot, Clos Lapeyre,[2] Clos Triguedina (Cahors)

### Svizzera
- Vaud: Clos des Abbayes, Clos des Moines (Dézaley), Clos du Paradis (Aigle), Clos du Rocher, Clos des Rennauds (Yvorne)
- Valais: Clos Grand Brûlé, Clos des Montibeux (Leytron), Clos de Balavaud (Vétroz)

### Germania
- Rheingau: Hattenheimer Pfaffenberg e Steinberg (Eberbach Abbey), Neroberg (Wiesbaden)
- Rheinhessen: Schlossmühle ad Heidesheim, Niersteiner Glöck

### Stati Uniti
- Napa Valley: Clos Du Val, Clos Pegase
- Sonoma Valley: Clos Du Bois

### Sud Africa
- Stellenbosch: Clos Malverne

### Messico
- Valle de Guadalupe: Clos de Tres Cantos